# Кудряшов Євген Леонідович
Євге́н Леоні́дович Кудряшо́в (23 травня 1928, Сорочинськ — 2016) — український графік; член Спілки радянських художників України з 1956 року. Чоловік графіка Клавдії Кудряшової, дід художника Антона Кудряшова.

## Біографія
Народився 23 травня 1928 року в селі Сорочинському (нині місто Сорочинськ Оренбурзької області Росії). Навчався у Львівському інституті декоративно-прикладного мистецтва. Після 4-го курсу перевівся на графічний факультет Київського художнього інституту, де продовжив навчання у Василя Касіяна і Федора Самусєва.
Після здобуття фахової освіти упродовж 1954—1990 років працював художником київських видавництв «Агітплакат», «Мистецтво», «Держполітвидав». Мешкав у Боярці, в будинку на вулиці Богдана Хмельницького № 72. Помер у 2016 році.

## Творчість
Працював у галузі плаката. Серед робіт:
- «Комунізм живе і перемагає» (1953);
- «Нас не лякають загрози ворожі — армія наша завжди на сторожі!» (1954);
- «Шила в мішку не сховаєш!» (1955);
- «З корінням!» (1956);
- «Вперед до комунізму!» (1957);
- «Мир — воля мільйонів!» (1959);
- «Слава орденоносній Україні!» (1960-ті);
- «Нас партія веде!» (1960-ті);
- «Перемога комунізму неминуча» (1960);
- «Слава тобі, людино!» (1961);
- «Хай живе наша велика багатонаціональна країна» (1961);
- «Я країни іншої не знаю, де людина вільно так росте!» (1962);
- «Живи, Україно, прекрасна і сильна» (1963);
- «43000000 тонн зерна виростимо і зберемо!» (1963);
- «Хліб — сила і міць держави!» (1963);
- «Племенам і народам як сонце, його ім'я світить завжди!» (1963);
- «Що посієш, те пожнеш» (1964);
- «Бережу!» (1966);
- «Революційний тримайте крок!» (1967);
- «Хай завжди буде сонце!» (1968);
- «Курс — комунізм!» (1968);
- «СРСР — оплот миру і безпеки народів» (1968);
- «Бережу!» (1969);
- «Докотився!» (1970);
- «Рішення партії виконаємо!» (1970);
- «Не губіть природу!» (1972);
- «У вас таких немає?» (1972);
- «Мир» (1975);
- «Хліб — чудесний сплав народної праці» (1976);
- «Потужна сила соціалістичної солідарності…» (1976);
- «Хай сяє променисто красою рідне місто!» (1978, у співавторстві);
- «Алкоголю — бій!» (1980);
- «Геть агресію!» (1982);
- «Плани імперіалізму — загроза миру» (1983);
- «До основи, а потім?..» (1983);
- «Людина проходить, як господар…» (1988);

у співавторстві з Клавдією Кудряшовою
- «Ширше розгорнемо соцзмагання на збиранні врожаю!» (1953);
- «Слався, величне море пшеничне!» (1965);
- триптих «Робітничому класу Радянського Союзу — слава! Союзу Радянських Соціалістичних Республік— слава! Колгоспному селянству Радянського Союзу — слава!» (1968);
- «Ні!» (1977);
- «Юнаки та дівчата! Здавайте норми комплексу ГТО!»;
- «Маркс-Енгельс-Ленін-Сталін»;
- «Нам конституція дає — мир, щастя, свободу!»;
- «Усі на толоку»;
- «Розум, честь і совість нашої епохи»,;
- «Наша дружба вічна і непохитна»;
- «Не для війни ростимо ми синів»;
- «Варшавський договір — запорука миру і безпеки в Європі»;
- «Цих днів не змовкне слава».

Також автор комплектів «Було ремесло та хмелем поросло» (1970, антиалкогольний), «Чи у вас таких нема?» (1972); серії «ХХ століття» (2008—2010, співавтор Антон Кудряшов).
Брав участь у республіканських виставках з 1954 року, всесоюзних — з 1963 року, зарубіжних — з 1966 року. Персональна виставка відбулася в Києві 2011 року. Неодноразово брав участь у конкурсах плаката, нагороджений преміями та дипломами, тричі ставав лауреатом всесоюзних конкурсів, 1983 року отримав Республіканську премію імені Василя Касіяна.
Плакати зберігаються в музеях України, та у Росії: Державному історичному музеї, Російській державній бібліотеці, Державному центральному музеї сучасної історії Росії, Державному музеї політичної історії Росії, Державному Владимиро-Суздальському музеї-заповіднику, Сизранському краєзнавчому музеї, Музеї історії Кронштадта, Сахалінському обласному краєзнавчому музеї, приватних російських і українських колекціях.